# Laurin & Klement B
Laurin a Klement B byl osobní automobil vyráběný rakousko-uherskou automobilkou Laurin & Klement od roku 1906 do roku 1908. Byl k dostání jako dvoumístné voiturette, čtyřmístný faéton a užitkový vůz.
Motor byl vidlicový dvouválec s rozvodem SV uložený vpředu, poháněl zadní kola. Objem byl 1399 cm3, výkon 7 kW (9 koní). Vůz vážil skoro 600 kg a mohl jet až 45 km/h. Rozvor byl 2190 mm, rozchod předních i zadních kol 1150 mm. Pevná náprava měla listová pera.
Bylo vyrobeno celkem 250 kusů.